# Patrizio Balleello
Patrizio Balleello (Mirano, 5 marzo 1982) è un ex calciatore italiano, di ruolo difensore.

## Carriera
Dopo la gavetta giovanile (comprensiva di una stagione in prestito in Serie D al Santa Lucia), ha esordito in Serie A nel corso della stagione 2001-2002 con la maglia della Venezia, raccogliendo coi lagunari 5 presenze ed una rete contro il Lecce.
Seguono esperienze in Serie C1 e Serie C2 con le maglie della Vis Pesaro, del Mantova, del Belluno e della Villacidrese dove rimane per tre stagioni.
Nel 2008 è al Trento in Serie D, mentre la stagione successiva è acquistato dal Latina.
In nerazzurro subisce a fine agosto la lesione totale del legamento crociato anteriore e la lesione parziale del legamento collaterale mediale, con probabile rottura del menisco esterno, infortunio che lascerà lontano dai campi Balleello per almeno sei mesi.
Il 9 agosto 2010 lascia il Latina, dopo aver collezionato 10 presenze.
Nell'ottobre 2010 viene ingaggiato dal Cynthia in Serie D. In Lazio gioca anche per il Sora, in Serie D anche con le maglie di Mezzocorona e Arzachena. In Eccellenza milita invece con i cremisi del Tolentino ed i sardi del Calangianus.
Dalla stagione 2015-2016 scende nel campionato di Promozione marchigiana prima con la maglia della Belvederese e quindi con quella del Moie Vallesina.
Nella stagione 2018-2019 scende ulteriormente di categoria approdando al Monserra in 1ª categoria. Nella stagione 2023/2024 si unisce alla squadra del Monte Roberto Calcio dove conclude la sua carriera calcistica.

## Palmarès

### Club

#### Competizioni nazionali
- Serie C2: 1

Mantova: 2003-2004